# Чхве Вон Йон
Чхве Вон Йон (кор. 최원영) — південнокорейський актор.

## Біографія
Чхве Вон Йон народився 10 січня 1976 року. Свою акторську кар'єру він розпочав у 2002 році зігравши другорядну роль в комедійному фільмі «Секс — нуль». У наступному десятилітті Вон Йон знімався як в кіно так і на телебаченні. Першою головною роллю в його кар'єрі стала роль в мелодраматичному серіалі «Доки ти спала» 2011 року. У 2013 році Вон Йон зіграв одну з головних ролей в романтичному серіалі «Столітня спадщина». Першу акторську нагороду принесли Вон Йону ролі в історичному серіалі «Хваран: Молоді поети воїни» та кримінальній драмі «Скажений пес». У 2019 році Вон Йон вдало зіграв роль багатого та впливового психопата в медичній драмі «Лікар — ув'язнений».
Восени 2020 року відбулася прем'єра драматичного серіалу «Моя небезпечна дружина», головну роль в якому грає Вон Йон

### Особисте життя
Зі своєю майбутньою дружиною, акторкою Сім Ї Йон, Вон Йон познайомився у 2013 році на зйомках серіалу «Столітня спадщина». Весілля відбулося у лютому 2014 року, а вже влітку того ж року Ї Йон народила дівчинку. Влітку 2017 року в подружжя народилася друга донька.

## Фільмографія

### Телевізійні серіали
| Рік  | Назва                                        | Роль                                   | Мережа |
| ---- | -------------------------------------------- | -------------------------------------- | ------ |
| 2006 | «Вона посміхається» (міська драма)           | Хьон Чжін                              | KBS2   |
| 2007 | «Небо і земля»                               | Чан Йон Мін                            | KBS1   |
| 2007 | «Белле»                                      | Ім Кьон Хо                             | KBS1   |
| 2008 | «Ти моя доля»                                | Нам Кьон У                             | KBS1   |
| 2009 | «Дві дружини»                                | Лі Йон Мін                             | SBS    |
| 2009 | «Королева Сондок»                            | генерал Гьо Бек                        | MBC    |
| 2009 | «Мовчазне село» (легенди рідного міста)      | Чін Сон                                | KBS2   |
| 2010 | «Виразні сусіди»                             | Че Кі Хун                              | SBS    |
| 2010 | «Після опери» (спеціальна драма)             | Лі Чжун До                             | KBS2   |
| 2010 | «Бурхливі коханці»                           | Лі Те Хун                              | MBC    |
| 2011 | «Доки ти спала»                              | Юн Мін Чжун                            | SBS    |
| 2012 | «Солодке життя»                              | Кан Ін Чхоль                           | SBS    |
| 2013 | «Столітня спадщина»                          | Кім Чхоль Гю                           | MBC    |
| 2013 | «Чудова мама»                                | безпритульний (камео, 8 серія)         | SBS    |
| 2013 | «Агентство знайомств: Сірано»                | сомельє (камео, 1 серія)               | tvN    |
| 2013 | «Після школи: пощастить чи ні» (веб серіал)  | священник (камео)                      | Nate   |
| 2013 | «Спадкоємці»                                 | Юн Че Хо                               | SBS    |
| 2014 | «Три дні»                                    | Кім До Чжін                            | SBS    |
| 2014 | «Підйом на небесні стіни» (спеціальна драма) | тренер                                 | KBS2   |
| 2014 | «Щоденник нічного стражника»                 | король Хїчон (гостьова участь)         | MBC    |
| 2014 | «Таємні двері»                               | Че Чже Гон                             | SBS    |
| 2015 | «Вбий мене, Зціли мене»                      | Ан Гук                                 | MBC    |
| 2015 | «Я пам'ятаю тебе»                            | Лі Чун Хо / Лі Чун Йон                 | KBS2   |
| 2015 | «Інші двадцять»                              | Кім У Чхоль                            | tvN    |
| 2016 | «Поверніться, Містер»                        | Чха Че Гук                             | SBS    |
| 2016 | «Джентльмен з ательє Вольгусу»               | Сон Те Пьон                            | KBS2   |
| 2016 | «Хваран: Молоді поети воїни»                 | Ан Чжі                                 | KBS2   |
| 2017 | «Доки ти спала»                              | Нам Чхоль Ду (гостьова участь)         | SBS    |
| 2017 | «Скажений пес»                               | Чу Хьон Кі                             | KBS2   |
| 2018 | «Небесний замок»                             | Хван Чхі Йон                           | JTBC   |
| 2018 | «Куди злітаються зорі»                       | Хан Че Йон                             | SBS    |
| 2019 | «Лікар — ув'язнений»                         | Лі Че Чжун                             | KBS2   |
| 2019 | «Квітка Нокду»                               | Хван Сок Чжу                           | SBS    |
| 2019 | «Скаутський звіт» (спеціальна драма)         | Юн Кьон У                              | KBS2   |
| 2020 | «Гієна»                                      | Кон Хьон Гук (камео, 5 серія)          | SBS    |
| 2020 | «Mystic Pop-up Bar»                          | шеф Гві / кронпринц Ї Хон              | JTBC   |
| 2020 | «Аліса»                                      | Сок О Вон                              | SBS    |
| 2020 | «Моя небезпечна дружина»                     | Кім Юн Чхоль                           | MBN    |
| 2021 | «Травнева юність»                            | Хван Хї Тхе (у зрілому віці, 12 серія) | KBS2   |
| 2021 | «Відображення тебе»                          | Ан Хьон Сон                            | JTBC   |
| 2021 | «Самогон»                                    | Лі Сі Хим                              | KBS2   |

### Фільми
| Рік  | Назва                                                           | Роль               |
| ---- | --------------------------------------------------------------- | ------------------ |
| 2002 | «Секс — нуль»                                                   | Пак Чхан Су        |
| 2004 | «Спіймати привид незайманої»                                    | Хан Сок            |
| 2005 | «Пак Хин Сок — Тарзан»                                          | Кан Хьон У         |
| 2005 | «Закохані в магію»                                              | Хан Чун Сок        |
| 2006 | «Дивний містер»                                                 | студент-практикант |
| 2007 | «Шахраї»                                                        | Сок Хо             |
| 2009 | «Чоу»                                                           | прокурор (камео)   |
| 2010 | «Поза законом»                                                  | Пак Сон Чхоль      |
| 2011 | «Earth Rep Rolling Stars» (анімаційний фільм)                   | Джек (голос)       |
| 2011 | «Кохання з ворогом»                                             | Че Бок (камео)     |
| 2011 | «Ідеальна гра»                                                  | спортсмен (камео)  |
| 2012 | «Виноградна цукерка»                                            | Чі Хун             |
| 2012 | «Ворожки»                                                       | Чхве Син У (камео) |
| 2012 | «Сповідь вбивці»                                                | Чон Те Сок         |
| 2013 | «Ваш час закінчився»                                            | Сок Хо             |
| 2013 | «Коротко! Коротко! Коротко! 2013» (сегмент: «Вальс під громом») | Дон Гю             |
| 2014 | «Планова людина»                                                | Кан Бьон Су        |
| 2015 | «Шукаю свою сім'ю»                                              | Те Сон             |
| 2019 | «Блазень: Змінювачі гри»                                        | Хон Юн Сон         |

## Нагороди
| Рік  | Нагорода               | Категорія                                             | Робота                                       | Результат | Прим.  |
| ---- | ---------------------- | ----------------------------------------------------- | -------------------------------------------- | --------- | ------ |
| 2014 | 22-га Премія SBS драма | Спеціальна нагорода (актор серіалу)                   | «Таємні двері»                               | Номінація |        |
| 2016 | 30-та Премія KBS драма | Кращий актор другого плану                            | «Джентльмен з ательє Вольгусу»               | Номінація |        |
| 2017 | 31-ша Премія KBS драма | Кращий актор другого плану                            | «Хваран: Молоді поети воїни», «Скажений пес» | Перемога  | [ 9 ]  |
| 2019 | 33-тя Премія KBS драма | Нагорода за майстерність (актор мінісеріалу)          | «Лікар — ув'язнений»                         | Перемога  | [ 10 ] |
| 2019 | 33-тя Премія KBS драма | Netizen нагорода                                      | «Лікар — ув'язнений»                         | Номінація | [ 10 ] |
| 2019 | 33-тя Премія KBS драма | Кращий акто одноактної / спеціальної / короткої драми | «Скаутський звіт»                            | Номінація | [ 10 ] |